# جادسون میل
جادسون میل (انگلیسی: Judson Mills؛ زادهٔ ۱۰ مهٔ ۱۹۶۹) یک هنرپیشه، و بازیگر سینما اهل ایالات متحده آمریکا است. وی از سال ۱۹۹۱ میلادی تاکنون مشغول فعالیت بوده‌است.
او در فیلم این بازی به نام قتل بازی کرده است.